# Twiserkan (Verwaltungsbezirk)
Twiserkan (persisch شهرستان تویسرکان) ist ein Schahrestan in der Provinz Hamadan im Iran. Er enthält die Stadt Twiserkan, welche die Hauptstadt des Verwaltungsbezirks ist. 

## Demografie
Bei der Volkszählung 2016 betrug die Einwohnerzahl des Schahrestan 101.666. Die Alphabetisierung lag bei 81 Prozent der Bevölkerung. Knapp 55 Prozent der Bevölkerung lebten in urbanen Regionen.
| Zensusjahr | Einwohnerzahl |
| ---------- | ------------- |
| 2011       | 103.786       |
| 2016       | 101.666       |